# Dendrobium tetralobum
Dendrobium tetralobum är en orkidéart som beskrevs av Rudolf Schlechter. Dendrobium tetralobum ingår i släktet Dendrobium, och familjen orkidéer. Inga underarter finns listade i Catalogue of Life.